# Gaia: epílogo
Gaia: Epílogo es el tercer álbum recopilatorio de la banda Mägo de Oz.
Este disco contiene canciones que quedaron fuera de la trilogía de Gaia, la regrabación de Y serás canción (con la colaboración de Carlos Escobedo de Sôber) y dos remasterizaciones de canciones anteriores, las cuales son: Puedes contar conmigo y Adiós Dulcinea.

## Lista de canciones
| N.º   | Título                                                                                    | Música | Duración |  |
| 1.    | «Madre Tierra» (Intro - Originalmente para Gaia I)                                        |        | 1:40     |  |
| 2.    | «El líder» (Originalmente para Gaia II: La voz dormida)                                   |        | 4:33     |  |
| 3.    | «Para que no muera de frío una canción, llénala de rock'n'roll» (Originalmente para Gaia) |        | 5:23     |  |
| 4.    | «Y serás canción 2010» (Regrabada)                                                        |        | 6:04     |  |
| 5.    | «in memoriam (15/4/83 - 25/4/10)» (Originalmente para Gaia III: Atlantia)                 |        | 5:30     |  |
| 6.    | «Las lágrimas de Gaia» (Originalmente para Gaia III: Atlantia)                            |        | 5:23     |  |
| 7.    | «Puedes contar conmigo» (Remasterizada)                                                   |        | 4:05     |  |
| 8.    | «Cuánto cabe en un adiós» (Originalmente para Gaia II: La voz dormida)                    |        | 4:25     |  |
| 9.    | «Adiós Dulcinea» (Remasterizada)                                                          |        | 7:10     |  |
| 10.   | «Epílogo» (Originalmente para Gaia)                                                       |        | 4:33     |  |
| 48:36 |                                                                                           |        |          |  |

Las razones por las que esas canciones quedaron fuera de la triologia fueron porque: en Gaia (por no querer hacer un disco doble), en Gaia II: La voz dormida (porque a Big Simon †, le pareció que era demasiadas canciones para el álbum) y en Gaia III: Atlantia (por falta de tiempo).

## Intérpretes
- José Andrëa: Voz principal
- Patricia Tapia: Voz en Madre Tierra, Y serás canción, Las Lágrimas de Gaia, y coros
- Txus: Batería y coros
- Mohamed: Violín, viola y coros
- Carlitos: Guitarra solista y coros
- Frank: Guitarra rítmica, acústica y coros
- Peri: Bajo
- Sergio Cisneros "Kiskilla": Teclado, piano, acordeón y sintetizadores
- Josema Pizarro: Flautas
- Patricia Tapia: Voz secundaria y coros

### Colaboraciones
- Carlos Escobedo: (Sôber) Voz en: Y serás canción.
- Javi Díez: Teclados en: In memoriam y Epílogo, Solos en: Y serás canción e In memoriam.

## Gira
La gira en torno a este disco fue llamada Epílogo-Naringólogo Tour.